# Péchabou
Péchabou település Franciaországban, Haute-Garonne megyében. Lakosainak száma 2465 fő (2022. január 1.). Péchabou Castanet-Tolosan és Pompertuzat községekkel határos.

## Népesség
A település népességének változása:
| Lakosok száma | 284  | 663  | 1023 | 1523 | 2022 | 2140 | 2330 | 2352 | 2363 | 2465 |
|               | 1968 | 1982 | 1990 | 2006 | 2013 | 2015 | 2017 | 2019 | 2020 | 2022 |